# Nigel Warburton
Nigel Warburton (ur. 1962) – brytyjski filozof, popularyzator filozofii, autor szeregu książek popularnych. Jest także autorem prac naukowych z zakresu estetyki i etyki stosowanej. 

## Życiorys
Na Uniwersytecie Bristolskim uzyskał tytuł Bachelor of Arts. Doktoryzował się w Darwin College na Uniwersytecie w Cambridge. Wykładał na Uniwersytecie w Nottingham, a od 1994 na The Open University. W maju 2013 zrezygnował ze stanowiska na OU.
Jest autorem licznych książek z dziedziny filozofii. Oprócz tego pisuje na temat fotografii, w szczególności fotografii Billa Brandta. Napisał również biografię modernistycznego architekta Ernő Goldfingera.
Tworzy blog „Virtual Philosopher”. Wraz z Davidem Edmondsem prowadzi regularne rozmowy z filozofami w programie „Philosophy Bites”. Promuje także rozdziały ze swojej książki Philosophy: The Classics.

## Twórczość
- Philosophy: The Basics (wyd. 4) ISBN 978-0-415-32773-2
- Philosophy: The Classics (wyd. 3) ISBN 978-0-415-35629-9
- Thinking from A to Z (wyd 3.) ISBN 978-0-415-43371-6
- The Art Question
- Ernö Goldfinger: The Life of An Architect, wyd. Routledge, Londyn, 2004